# 273 Atropos
273 Atropos è un asteroide della fascia principale del diametro medio di circa 29,27 km. Scoperto nel 1888, presenta un'orbita caratterizzata da un semiasse maggiore pari a 2,3951472 UA e da un'eccentricità di 0,1602627, inclinata di 20,44058° rispetto all'eclittica.
Il suo nome è dedicato ad Atropo, nella mitologia greca, una delle tre Moire.